# One Direction: This Is Us
One Direction: This Is Us is een driedimensionale documentaire en concertfilm over de Brits-Ierse boyband One Direction. De bioscooppremière was op 29 augustus 2013 in het Verenigd Koninkrijk en Nederland, een dag later in de Verenigde Staten.

## Samenvatting
In This Is Us worden de vijf leden van boyband One Direction gevolgd. One Direction werd als groep samengesteld tijdens de Britse versie van The X Factor in 2010. De documentaire bevat materiaal van One Direction's concert tijdens de Take Me Home Tour in The O2 Arena in Londen en materiaal van het leven voor en na hun X Factor deelname. Het geeft een kijk in de voorbereidingen voor het concert en hoe het is om onderdeel te zijn van One Direction.

## Cast
- Niall Horan
- Zayn Malik
- Liam Payne
- Harry Styles
- Louis Tomlinson

## Achtergrond
This Is Us werd aangekondigd door de band tijdens The Today Show in New York's Rockefeller Center op 12 november 2012. Morgan Spurlock, welke al eerder soortgelijke documentaires regisseerde zoals Justin Bieber: Never Say Never en Katy Perry: Part of Me, wilde de documentaire graag doen wegens de snel groeiende populariteit van de boyband. Het filmen begon in Tokio op 17 januari 2013 en werd gefilmd in driedimensionale 4K resolutie, welke volgens Spurlock een cinematisch gevoel aan de documentaire geeft. De documentaire werd pas op 19 maart 2013 One Direction: This Is Us genoemd, waar er eerst over 1D3D werd gesproken.
Verschillende scene's vertonen beelden van fans welke verhalen vertellen over de band, welke via Youtube opgevraagd waren. Ook wordt er commentaar van Simon Cowell vertoond, welke One Direction's mentor was tijdens The X Factor. Tevens is hij de producer van de documentaire.
De film werd voor het eerst vertoond op 20 augustus 2013 op Leicester Square in Londen.
De opbrengsten van de documentaire waren 28,9 miljoen dollar in de Verenigde Staten, en 38,5 miljoen dollar in de rest van de wereld, een wereldwijd totaal van 67,3 miljoen dollar. Dit is momenteel de op drie na hoogste opbrengst voor een concertfilm. Er werd een netto winst gerealiseerd van 18 miljoen dollar.